# Björnholmarnas naturreservat
Björnholmarnas naturreservat är ett naturreservat i Alvesta kommun i Kronobergs län.
Området är skyddat sedan 2023 och omfattar 48 hektar. Det är beläget strax norr om Alvesta och består av en myr med barraskog.